# Bolinichthys indicus
Bolinichthys indicus is een straalvinnige vissensoort uit de familie van lantaarnvissen (Myctophidae). De wetenschappelijke naam van de soort is voor het eerst geldig gepubliceerd in 1969 door Nafpaktitis & Nafpaktitis.